# Stibbard
Stibbard är en ort och civil parish i Storbritannien.   Den ligger i grevskapet Norfolk och riksdelen England, i den sydöstra delen av landet, 160 km nordost om huvudstaden London. Stibbard ligger 55 meter över havet och antalet invånare är 365.
Terrängen runt Stibbard är platt. Runt Stibbard är det ganska tätbefolkat, med 96 invånare per kvadratkilometer. Närmaste större samhälle är Fakenham, 6,3 km väster om Stibbard. Trakten runt Stibbard består till största delen av jordbruksmark.